# Шуровский
Шуровский (устар. Щуровский) — река в России, протекает по Чугуевскому району Приморского края. Длина реки — 12 км.
Начинается южнее горы Бобровникова, течёт в южном направлении по гористой местности, поросшей дубово-кедровым лесом. Основной приток — Берёзовый — впадает справа на высоте 199 м над уровнем моря. Шуровский впадает в Откосную справа в 13 км от её устья. Высота устья — 179 м над уровнем моря.

## Данные водного реестра
По данным государственного водного реестра России относится к Амурскому бассейновому округу, водохозяйственный участок реки — Уссури от истока до впадения реки Большая Уссурка без реки Сунгача, речной подбассейн реки — Уссури (российская часть бассейна). Речной бассейн реки — Амур.
Код объекта в государственном водном реестре — 20030700212118100053077.